# The Economic Times
The Economic Times — индийская ежедневная газета на английском языке. Принадлежит медиаконгломерату Bennett, Coleman & Co. Ltd. Издаётся с 1961 года. Это самая популярная деловая газета в Индии: её разовый тираж составляет 630 000 экземпляров, а читательская аудитория превышает 800 000 человек. The Economic Times одновременно выходит в 11 городах: Мумбаи, Бангалоре, Дели, Ченнаи, Калькутте, Лакхнау, Хайдарабаде, Ахмедабаде, Нагпуре, Чандигархе и Пуне. Штаб-квартира издания расположена в Мумбаи. Главный редактор — Рахул Джоши.
В 2009 году газета запустила свой телеканал ET Now.